# Tyler Brooke
Tyler Brooke, nato Victor Hugo de Bierre (New York, 6 giugno 1886 – Los Angeles, 2 marzo 1943), è stato un attore statunitense.

## Filmografia parziale
- Oasi dell'amore (Fazil), regia di Howard Hawks (1928)
- Dinamite (Dynamite), regia di Cecil B. DeMille (1929)
- Amore di domani (Lilies of the Field), regia di Alexander Korda (1930)
- The Furies, regia di Alan Crosland (1930)
- Passione cosacca (New Moon), regia di Jack Conway (1930)
- La divorziata (The Divorcee), regia di Robert Z. Leonard (1930)
- Montecarlo (Monte Carlo), regia di Ernst Lubitsch (1930)
- Madame Satan (Madam Satan), regia di Cecil B. DeMille (1930)
- A Dangerous Affair, regia di Edward Sedgwick (1931)
- La gloria del mattino (Morning Glory), regia di Lowell Sherman (1933)
- Belle of the Nineties, regia di Leo McCarey (1934)
- Una povera bimba milionaria (The Poor Little Rich Girl), regia di Irving Cummings (1936)
- Sigillo segreto (This Is My Affair), regia di William A. Seiter (1937)
- L'incendio di Chicago (In Old Chicago), regia di Henry King (1938)
- L'ottava moglie di Barbablù (Bluebeard's Eighth Wife), regia di Ernst Lubitsch (1938)
- I ribelli del porto (Little Old New York), regia di Henry King (1940)